# 1739 în literatură
Anul 1739 în literatură a implicat o serie de evenimente și cărți noi semnificative.  